# Aleurothrixus smilaceti
Aleurothrixus smilaceti là một loài côn trùng cánh nửa trong họ Aleyrodidae, phân họ Aleyrodinae.
Aleurothrixus smilaceti được Takahashi miêu tả khoa học đầu tiên năm 1934.